# Comportement homosexuel chez les animaux

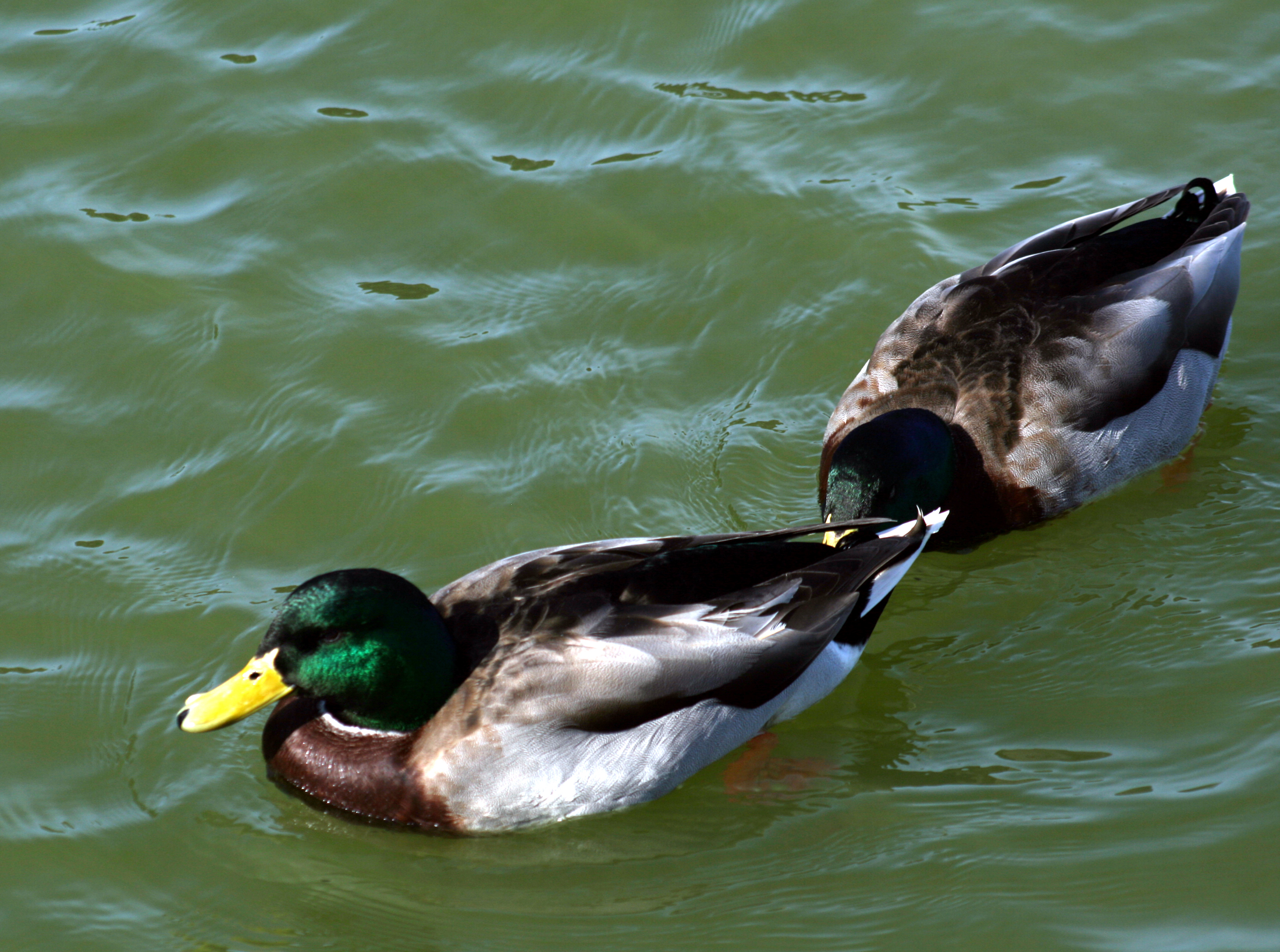
Le comportement homoérotique du Canard colvert est bien documenté.

Le comportement homosexuel chez les animaux se réfère à la preuve documentée de comportements et de pratiques homoérotiques dans les espèces non humaines du monde animal. L'homosexualité au sens large (ou comportementaliste) se définit par des rapports sexuels et/ou « amoureux » entre individus de même sexe et implique la sexualité animale, la parade nuptiale, l'affection, la vie en couple et l'éducation familiale. Des comportements homosexuels de ces différent types ont été observés chez plus de 1 500 espèces animales.

## Une définition complexe
La notion humaine de « sexualité » ne peut pas être appliquée telle quelle chez les animaux : l'usage de ce terme en contexte animalier diffère de celle qu'on applique généralement à l'être humain, et cela est encore plus problématique en ce qui concerne l'homosexualité. Par exemple le Trésor de la langue française définit ainsi la « sexualité » chez les animaux : « ensemble des mécanismes physiologiques qui concourent au rapprochement des sexes et à la reproduction de l'espèce. »
Dans le cas de l'être humain, cela désigne en revanche l'« ensemble des tendances et des activités qui, à travers le rapprochement des corps, l'union des sexes (généralement accompagnés d'un échange psycho-affectif), recherchent le plaisir charnel, l'accomplissement global de la personnalité. »
Cette notion, très psychologique, est donc difficile à appliquer telle quelle aux animaux, de sorte que la sexualité se cantonne le plus souvent dans le règne animal à la somme des comportements sexuels observables, sans dimension psychologique ou ontologique. Il en va de même pour la sexualité prise au sens  d'« orientation sexuelle », qui est une définition éminemment subjective et existentialiste (voir à ce sujet l'article Orientation sexuelle et biologique), notamment dans sa dimension exclusive : par exemple, si l'on observe des comportements homoérotiques chez de nombreux vertébrés, la notion d'« homosexualité » au sens d'un mode d'épanouissement sexuel prenant la forme d'une attirance physique consciemment et exclusivement tournée vers des individus de même sexe semble impossible à appliquer à des non-humains. Toutefois ce comportement peut aussi être occasionnel chez les êtres humains.
Ainsi, pour Thierry Hoquet , « si l’espèce humaine doit être, à de nombreux égards et peut-être même de part en part, considérée comme une espèce biologique, on peut néanmoins s’interroger sur l’unité des catégories humaines de « viol », de « harem », de « monogamie », ou d’« homosexualité » quand elles sont appliquées indifféremment à tous les animaux ». Cette idée rejoint celle de Ruth Bleier, selon qui un tel abus de langage relève d'un « ethnocentrisme qui engendre des présupposés non examinés, des questions biaisées, un usage sélectif des modèles animaux, un anthropomorphisme des concepts et du langage (machisme des insectes, prostitution chez les grands singes ou les oiseaux, homosexualité des vers de terre), ainsi que des distorsions et des représentations fautives dans l’usage des données ».
On parlera donc plus prudemment de « comportements homoérotiques » chez les animaux, la notion d'« homosexualité » constituant une surinterprétation sans fondement scientifique assuré, puisque de tels comportements peuvent avoir des causes diverses (domination sociale, entraînement, méprise...)[réf. nécessaire].
Pour Thierry Lodé, de l'université de Rennes 1, « toutes les conduites sexuelles existent dans la nature » bien que les comportements homoérotiques exclusifs restent plutôt rares. Toutefois un grand nombre de chercheurs,, pensent que le qualificatif d'« homosexualité » ne peut pas être appliqué au règne animal car bien que le comportement homoérotique occasionnel soit présent chez certains, l'homosexualité au sens humain contemporain d'« attirance sexuelle exclusivement dirigée vers des partenaires de même sexe au détriment de la reproduction sexuée » n'est presque jamais observée, ne saurait être transmis et ne constitue en aucun cas un acte « conscient ».

## Historique
Les écrits relatant l'observation de comportements homosexuels chez les animaux remontent à l'Antiquité grecque. C'est ainsi qu'Aristote évoque dans son Histoire des animaux de tels comportements chez les cailles, les perdrix et les coqs. Le philosophe infère deux explications qui résultent d'un préjugé encore tenace dans la communauté scientifique et dans la société actuelles : « les contacts homosexuels entre mâles chez les perdrix, les cailles ou les coqs résulteraient de rapports de dominance. Le vainqueur d'un combat soumettrait le vaincu à une copulation forcée. Il suggère également que l'homosexualité serait un second choix pour ces animaux auxquels l'hétérosexualité échapperait. »
En France, l'homosexualité animale est évoquée en 1896 par le zoologiste Henri Gadeau de Kerville, qui propose comme thème de l'une de ses conférences à la Société entomologique de France Perversion sexuelle chez les coléoptères mâles.
Un bref chapitre sur l'homosexualité animale figure dans l'ouvrage Die Homosexualität des Mannes und des Weibes écrit par le sexologue Magnus Hirschfeld en 1914. Il y relève que l'étude de l'homosexualité animale est un sujet d'étude alors assez récent et qu'elle se heurte à des difficultés, puisque la psychologie des animaux n'est pas accessible. Malgré cela, Hirschfeld souligne que l'homosexualité est largement répandue dans le règne animal, encore qu'il faille distinguer les comportements sexuels résultant des circonstances (par exemple l'absence d'un partenaire de l'autre sexe à disposition ou encore une erreur) des cas où un « instinct homosexuel » doit être admis chez un animal. L'auteur évoque divers cas documentés de comportements homoérotiques animaux, ainsi que d'hermaphrodisme et d'adoption par un sexe de comportements typiquement rattachés à l'autre sexe. Hirschfeld conclut son chapitre en déclarant que l'existence d'un instinct homosexuel chez les animaux peut être opposé à ceux qui prétendent que l'homosexualité irait à l'encontre de la survie des espèces ; notamment, la reproduction ne serait qu'un moyen parmi d'autres dans le perfectionnement des espèces.
L'étude des comportements homoérotiques chez les animaux n'a pris véritablement son essor que dans les années 1990. Considérés comme déviants et rares (encore au début du XXe siècle, les zoologues castraient ou lobotomisaient les babouins ou manchots papous homosexuels), les éthologues ont progressivement rompu avec la conception réductionniste et mécaniste de ces comportements en s'intéressant à la variabilité des conduites animales.
Dans son livre Biological exuberance : animal homosexuality and natural diversity paru en 1999, le chercheur Bruce Bagemihl affirme que des comportements homoérotiques ont été observés chez près de 450 espèces animales (essentiellement des espèces qui ont peu de dimorphisme sexuel), dans chaque grande zone géographique et chaque groupe animal, et qu'ils peuvent être séparés en cinq groupes distincts : parade amoureuse, affection, relation sexuelle, vie en couple et comportement parental. Les organisateurs de l'exposition Against nature ? affirmaient que des comportements homosexuels étaient retrouvés chez la plupart des groupes de vertébrés, mais aussi parmi les insectes, les araignées, les crustacés, les octopodes et les vers parasites, le phénomène étant reporté chez près de 1 500 espèces animales et bien documenté chez 500 d'entre elles.
En 2019, selon l'agence Science-Presse, le comportement homosexuel reste un « casse-tête » pour les biologistes qui l'étudient dans le cadre de l'évolution des espèces. Et Max Lambert, biologiste à Berkeley et co-auteur d'une nouvelle étude, affirme qu'il n'y a pas encore assez d'observations sur les comportements homosexuels car « les personnes qui les observaient pensaient qu'il devait s'agir d'une anomalie, basée sur une idée préconçue de la façon dont le monde devrait fonctionner ». Les chercheurs n'auraient ainsi pas documenté avec suffisamment de précision ce qu'ils voyaient. D'après Max Lambert, les observations ont été réalisées la plupart du temps par hasard. Par ailleurs, les chercheurs n'étudieraient que rarement, voire jamais, la fréquence des contacts homosexuels comparés aux contacts hétérosexuels. D'après The New York Times, de nombreuses questions restent encore sans réponse.

## Observations

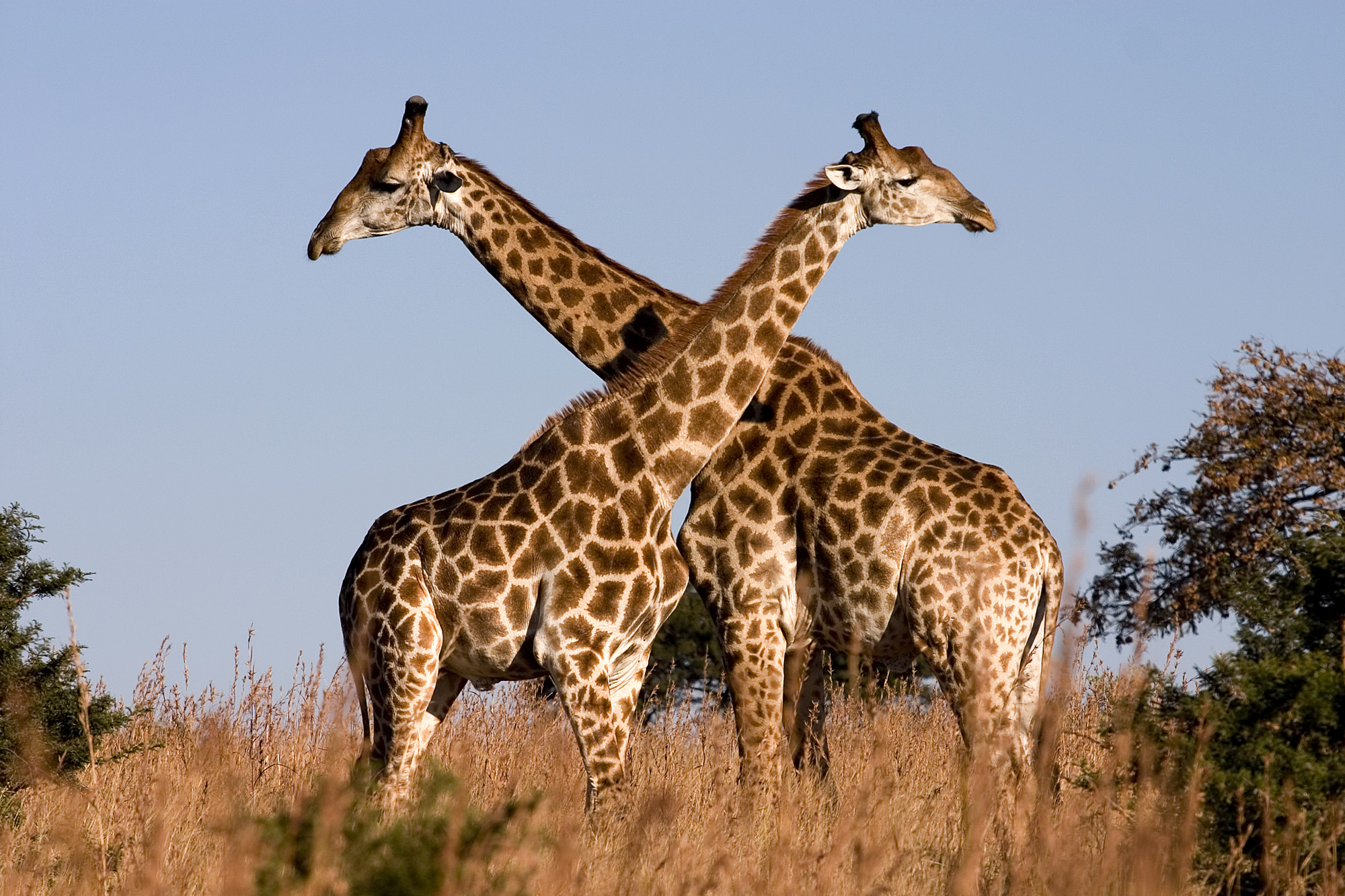
Deux girafes mâles pratiquant le en (enlacement de cou) pouvant s'accompagner d'érection.

### Les oiseaux
L'existence de comportements homoérotiques chez les oiseaux  a été décrite par plusieurs auteurs de l'Antiquité : Aristote (perdrix), Athénée (colombes, perdrix), Élien (cailles), Horapollon (perdrix), Pline l'Ancien (cailles, coqs, perdrix), Plutarque (coqs). Ces comportements sont discutés (même si  leur existence est niée) par les auteurs et/ou les textes suivants : Platon (Lois), Ovide, Pseudo-Phocylide, Plutarque, Lucien, Longus, Jean Chrysostome, Célius Aurélien, Agathias (VIe siècle), Justinien, Altercation , Vincent de Beauvais. Ces textes impliquent une perception ancienne du concept d'homosexualité, ce qui contredit a priori la thèse constructiviste[précision nécessaire].

### Les bonobos
Le bonobo est une espèce dont la bisexualité est un fait d'observation, partie prenante de ce qu'on appelle chez cette espèce la « pansexualité ». Les mâles comme les femelles s'adonnent fréquemment à des relations avec le même sexe ou avec le sexe opposé, avec des individus matures et immatures sexuellement, et y compris entre descendants. Le sexe a une fonction d'apaisement des tensions très importantes chez les bonobos ainsi que d'apprentissage.

### Les bisons
Se faire la cour, le montage et la pénétration anale complète entre mâles a été remarqué chez le Bison Américain. Aussi, le montage d’une femelle par une autre (aussi interprété comme étant de l’intimidation) est très fréquent dans les troupeaux. Ce comportement est hormonal et se synchronise avec les montées d'œstrogène, particulièrement en la présence d’un mâle[réf. nécessaire]. Les mâles et les femelles ne s'accouplent qu'une fois par an, et le reste du temps les bisons mâles se livrent à des activités homosexuelles, parfois plusieurs fois par jour. La fréquence des interactions homosexuelles est donc plus élevée que celle hétérosexuelles,, comme chez les girafes.

### Les manchots
En 2005, six manchots de Humboldt mâles du zoo de Bremerhaven (Allemagne) avaient défrayé les chroniques en formant trois couples homosexuels et en « adoptant » des cailloux comme œufs. Les instances du zoo avaient essayé d'introduire des manchots femelles pour qu'ils s'accouplent mais les couples homosexuels se sont maintenus. Cette observation pourrait cependant être biaisée par les conditions de captivité des animaux, et ne renseigne pas sur le comportement spontané de l'espèce dans la nature.
Des cas similaires ont été observés, comme celui des deux manchots Wendell et Cass de l'Aquarium de New York ou encore de Skipper et Ping au Jardin zoologique de Berlin.

### Autres

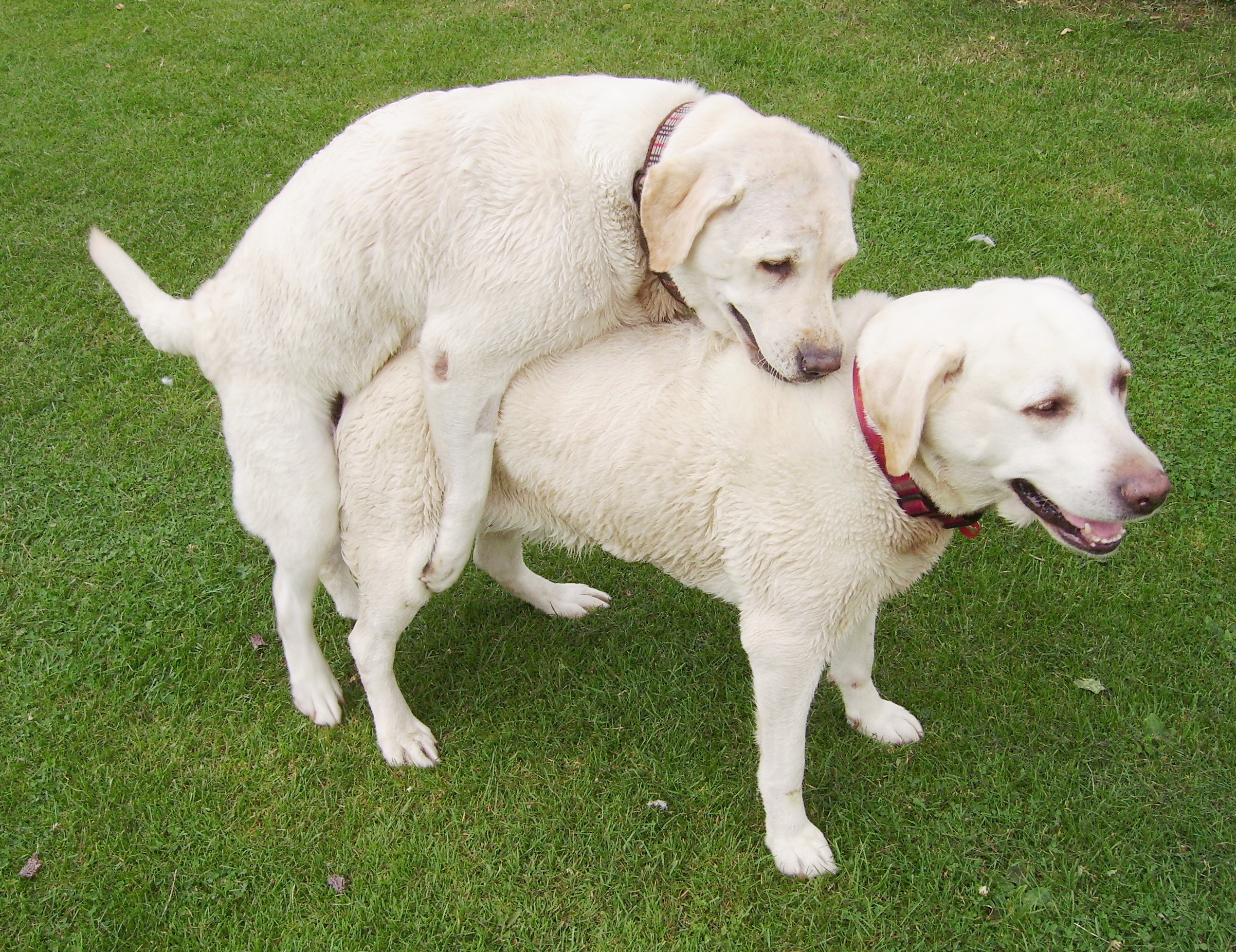
Jeu sexuel entre deux femelles Labrador.

Le chercheur Bruce Bagemihl a observé des dauphins mâles qui frottaient leur pénis l'un contre l'autre, pratiquaient le sexe anal et nasal (intromission du pénis dans l'évent). Un autre scientifique, Paul Vasey, a également identifié des comportements lesbiens chez les macaques. Plusieurs chercheurs ont aussi observé des préférences homosexuelles chez les moutons, même si là encore le geste pourrait être interprété comme un acte de domination, donc à but plus social que sexuel. Les comportements exclusivement homoérotiques restent rares dans la nature et la diversité des comportements serait largement privilégiée par l'évolution biologique et le conflit sexuel[réf. nécessaire].
Chez certaines espèces de lézards se reproduisant par parthénogenèse, une homosexualité exclusive des femelles a été observée (les mâles ayant disparu chez cette espèce). Ce comportement est nécessaire à la réalisation de l'ovulation. Aucun cas d'homosexualité exclusive des femelles n'a été décrit chez les espèces animales où les mâles sont présents,.
Il existe des jeux homosexuels chez le chien qu'il ne faut pas confondre avec le comportement de dominance de « chevauchement hiérarchique ».
La température a des conséquences sur les couples de mouches : lorsqu'elle baisse, les mouches sont hétérosexuelles, lorsque la température augmente dépassant 30ºC, les mouches sont homosexuelles

## Fréquence
Le Muséum national d'histoire naturelle français indique que des comportements homosexuels ont été observés chez plus de 1 500 espèces. Ces comportements vont des relations sexuelles à la coparentalité. Selon le Muséum, la coparentalité a été observée dans de nombreux cas. Par exemple, 20 % des couples chez les oies cendrées sont composés de deux mâles et jusqu’à 31 % des couples chez certains albatros sur l’archipel d’Hawaii sont des paires femelles. D'après le Muséum, les « comportements homosexuels ne sont pas majoritaires chez la plupart des espèces animales observées », mais représentent une « part importante » du monde animal.
D'après l’éthologue Fleur Daugey, la majorité des animaux ne sont ni strictement homosexuels, ni hétérosexuels, mais plutôt bisexuels.
En juin 2024, une méta-analyse réalisée par des chercheurs canadiens, polonais et américains à partir de 65 études du comportement animal indique que les comportements homosexuels chez les animaux sont sous-déclarés par les scientifiques. Les chercheurs ont contacté les scientifiques ayant travaillé sur ces 65 études, et ont découvert que 76 % d'entre eux ont observé des comportements homosexuels chez les animaux qu'ils ont étudiés ( pénétration, sexe oral, monter sur un partenaire du même sexe, toucher ses parties génitales), mais que seulement 46 % de ces scientifiques ont collecté des données à ce sujet — comme la fréquence des observations —, et que finalement seulement 18,5 % d'entre eux ont parlé de cette homosexualité dans leurs publications. Les données recueillies par la méta-analyse indiquent que le comportement qui a été le plus observé dans la nature par les scientifiques est la copulation entre mâles, qui est donc plus fréquemment observée que la copulation entre femelles,.
La méta-analyse indique également que les scientifiques ayant travaillé sur les 65 études ont identifié à cette occasion des comportements homosexuels chez 44 espèces animales, et que ce type de comportement n'avait jamais été rapporté pour 39% de ces espèces, du moins selon ce qu'en savaient les interrogés. Ces lacunes ne sont pas dues à l'orientation sexuelle des scientifiques, mais au préjugé que les comportements homosexuels dans la nature sont trop rares pour être rapportés. Les journaux scientifiques ont tendance à peu publier sur ce sujet car ils pensent également que phénomène est trop anecdotique. Il faut ajouter à cela que les laboratoires ne donnent pas la priorité à des recherches en la matière. De plus, dans certains pays, l'homosexualité est criminalisée, ce qui rend risqué de travailler dans ce domaine. Par ailleurs, le Muséum national d'histoire naturelle français indique que l'étude de la coparentalité homosexuelle chez les oiseaux a été freinée car les scientifiques avaient pour préjugé que l'hétérosexualité était universelle, et en déduisait que lorsqu'un couple partageait un nid, alors ce couple était forcément composé d'un mâle et d'une femelle.
Josh Davis, du musée d'histoire naturelle de Londres, a déclaré que les résultats de la méta-analyse l'étonnaient peu, car des comportements homosexuels se retrouvent « dans presque toutes les branches de l’arbre évolutif... Des coléoptères et papillons aux lézards ou aux écureuils ». Selon Josh Davis, le nombre de 1 500 espèces ayant des comportements homosexuels est certainement sous-évalué. Et il estime que les espèces complètement hétérosexuelles sont « probablement plus rares » que les espèces où l'on peut trouver des comportements homosexuels,.

## Parades nuptiales, vie de couple
Une étude indique que des comportements homosexuels ont été signalés chez 261 espèces de mammifères (4% des espèces de mammifères, un pourcentage « probablement largement sous-estimé » selon les chercheurs), et cette étude indique : « dans la plupart des cas, le comportement sexuel entre animaux de même sexe se manifestait par une monte et/ou un contact génital (87 % des espèces de notre ensemble de données), une parade nuptiale (27 % des espèces) et des liens de couple (24 % des espèces) ». L'Obs commente l'étude en indiquant que des animaux du même sexe se « draguent avec des parades nuptiales », et, concernant la vie de couple, peuvent nouer « des liens à long terme ». Par exemple, chez les dauphins, certains couples homosexuels durent toute la vie, ce qui peut être long, puisque les dauphins vivent environ 60 ans.
La chercheuse Dalila Bovet explique que chez les oiseaux, notamment les albatros, il n'est pas rare que des couples de même sexe s'occupe ensemble de petits, sur le long terme. C'est le cas notamment lorsque les femelles sont plus nombreuses que les mâles. L'existence de couples homosexuelles femelles augmente la possibilité de reproduction du groupe. Chez les cygnes noirs, les mâles peuvent se faire la cour, dérober les œufs d’une portée hétérosexuelle et les élever au sein de leur couple. Les couples mâles de cygnes noirs australiens récupèrent les oeufs abandonnés, les couvent, puis élèvent les petits. Le taux de succès reproducteur des couples de mâles est souvent supérieur à celui des couples hétérosexuels, car les mâles contrôlent les territoires, et deux mâles en couple ont donc un territoire bien plus grand, ce qui leur permet d'avoir plus de nourriture pour leurs petits.

## Utilité
Dans la nature, selon le biologiste Christian Kropf, les relations entre individus de même sexe contribuent à la cohésion sociale : « elles renforcent les liens sociaux et peuvent contribuer à l’unité du groupe ». Un rapport de l'Université Murdoch indique que le comportement homosexuel chez les dauphins pourrait être essentiel au maintien de l'organisation sociale. Et, selon le rapport, dans tout le règne animal,  ce type de comportement peut favoriser les liens et les hiérarchies. Selon le magazine Geo, les bonobos pratiquent un « sexe convivial », hétérosexuel ou homosexuel, qui permet d'apaiser les conflits, par exemple lors d'une rivalité entre deux membres de la communauté.
Selon Sciences et Vie, l'homosexualité a été considérée dans un premier temps comme un simple « paradoxe darwinien », les accouplements entre deux femelles ou en entre deux mâles semblant ne pas avoir d'impact sur l'évolution. Les comportements homosexuels étaient donc peu étudiés. Mais, au fil du temps, des comportements homosexuels continuaient d'être découverts et les données augmentaient ; et, d'après le chercheur américain Brian Lerch, dans les années 2000, deux chercheurs de l'université de Californie firent une synthèse de ces données et formulèrent des hypothèses qui rendirent le « paradoxe darwinien » obsolète. Puis, en 2023, une équipe de chercheurs espagnols approfondit le sujet, notamment par constitution d'arbres phylogénétiques. Les chercheurs conclurent que probablement les comportements homosexuels étaient « assez récents », que l'ancêtre des mammifères, qui vécut il y a 70 millions d'années, n'en avait pas, et qu'ils étaient apparus indépendamment dans les 62 familles de mammifères concernées. Par ailleurs, les chercheurs posèrent deux hypothèses, l'une étant que ces comportements servaient à conserver de bonnes relations et l'autre étant qu'ils permettraient de limiter les agressions et les conflits. Ces deux explications sont dites « adaptatives », dans la mesure où il est présumé qu'elles seraient en lien avec une meilleure faculté d'adaptation aux conditions environnementales et une meilleure réussite de la reproduction. Pour étudier ces deux hypothèses, les chercheurs ont alors vérifié que les comportements homosexuels apparaissaient le plus souvent chez les « espèces sociales », ce qui a été le cas, et chez les espèces les plus agressives, ce qui a été également le cas. Ils conclurent donc que les deux hypothèses étaient vérifiées. Le comportement homosexuel pourrait donc bien avoir un intérêt dans le cadre de l'évolution des espèces.